# Chundana assimilis
Chundana assimilis är en fjärilsart som beskrevs av W. Warren 1896. Chundana assimilis ingår i släktet Chundana och familjen Uraniidae. Inga underarter finns listade i Catalogue of Life.